# 星月ノ憂
星月ノ憂（ほしづきのゆう、8月15日 -　生年性別非公開）は日本画家・イラストレーターである。
旧雅号小尻紗弘。白峰会元委員。等迦会元審査員。師は小尻源峰。岐阜県垂井町出身。

## 人物
岐阜県で生まれる。幼い頃より日本画家・小尻源峰に師事。垂井幼稚園・垂井町立垂井小学校・垂井町立不破中学校・岐阜県立加納高校美術科へ進学。
元々は日本画家・小尻紗弘、イラストレーター・星月ノ友の雅号で活動していたが、日本画家「星月ノ友」へ雅号を統一する。
その後、「友」から「憂」へ表記を変え「星月ノ憂」へ改名。

## 画歴
全国公募等迦会に日本画「祈り」で新人賞を受賞し、正式に日本画家になる。その後、定期的に出品するようになる。出品作品は、ほぼ毎年受賞していた。
日本教文社の全国月刊誌「理想世界ジュニア版」で星月ノ友のペンネームで、イラストレーターとしてデビュー。
「あなたの中の神ワザ」浜松医科大学名誉教授・高田明和（監修）で、15ヵ月に渡って連載の挿絵や、劇画版あなたの中の神ワザ「君に降る星」で前後編の漫画を担当した。
またその際、小尻紗弘の雅号で、単行本「神さまの仕事～ありがとうが言えた十八話～」の表紙画、挿絵を描く。
しかし、連載開始の翌年の「理想世界ジュニア版7月号」より「あなたの中の神ワザ」の挿絵が、突然別のイラストレーターに変わっており、その際、雑誌からの説明も一切なく、一時消息不明の状態になる。
その後、地元岐阜県の月刊誌西美濃「わが街」にて、不定期にチャリティー色紙展や地元作家との対談や特集の挿絵を提供していた。
師・小尻源峰と共同で個展を開く。出展数が小尻源峰（日本画50点）、星月ノ友（日本画10点、イラスト70点）。
一部の作品は公式ホームページやpixivなどで観覧する事が可能。

## エピソード
母校の不破中学校在学中に、校舎新築の際、全校生徒より選ばれ、校舎外壁をデザイン(縦9.7m×横9.7m)する。

月刊西美濃「わが街」での対談の際
「絵を描く事は環境による洗脳」
「傷ついて流れた血が作品」
「完全なものほどつまらないものはない」
「絵描きをやるには自分をいじめないとだめ」
等の発言内容から、独特の世界観を持っていることが窺える。

## 主な受賞歴
- 第30回等迦展　初出品　新人賞（東京都美術館）
- 第31回等迦展　中日新聞社賞（東京都美術館）
- （等迦会会友推挙）
- 第13回白峰展　岐阜県知事賞　（岐阜県美術館）
- 第32回等迦展　会友奨励賞（東京都美術館）
- （等迦会会員推挙）
- 第14回白峰展　白峰展芸術選賞（岐阜県美術館）
- 第33回等迦展　会員賞（東京都美術館）
- 第15回白峰展　衆議院議員賞（岐阜県美術館）
- 第34回等迦展　等迦会賞（東京都美術館）
- 第16回白峰展　白峰展準大賞（岐阜県美術館）
- 第17回白峰展　岐阜県知事賞（岐阜県美術館）

賞与は小尻紗弘時代

## 作風
- 日本画
- 水彩画
- イラスト

ペンネーム「星月ノ友」の名の通り、イラストに描かれる小物をデザインする際は、星型や三日月型を組み込む場合が多い。